# Отпечаток руки (скульптура Субиракса)
«Отпечаток руки», другое название — «Интроверсия» (исп. Introversión) — скульптура работы испанского скульптора Жузепа Марии Субиракса (1927-2014). Находится в г. Санта-Крус-де-Тенерифе на о. Тенерифе (Канарские о-ва) Испании. Создана в 1973 году и установлена в парке Гарсии Санабрия.
Открыта в рамках 1-й Международной выставки скульптуры на улице, которая проходила в 1973–1974 годах в Санта-Крус-де-Тенерифе.
Автор принял точку зрения, связанную с архитектурой, пытаясь привлечь внимание зрителя к внутреннему пространству, вакууму, нежели к объему материала. Помимо этого подчеркивается важность пространства, в этой работе есть еще одна черта, присущая Субираксу — это отрицательная форма. Отрицательная форма, в этом случае, становится отпечатком руки, своего рода ископаемыми останками существа или элемента, которого больше не существует. Еще одним заметным аспектом является трактовка текстуры, которая указывает на технические возможности бетона.
В 2006 году скульптуру реставрировали.